# Olive Thomas

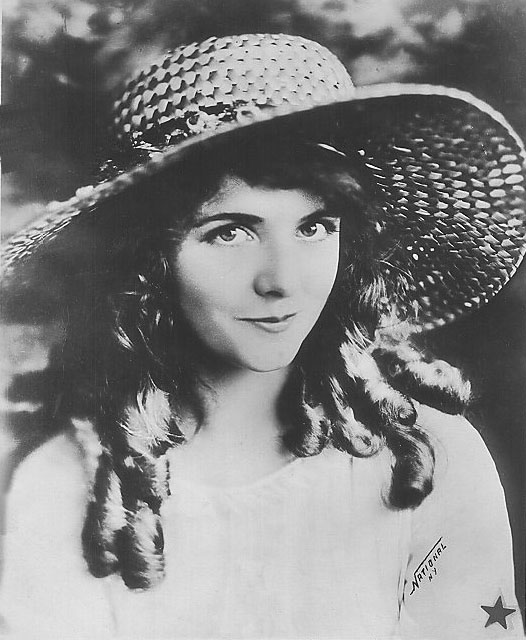
Olive Thomas um 1920

Olive Thomas (* 20. Oktober 1894 in Charleroi, Pennsylvania als Oliveretta Elaine Duffy; † 10. September 1920 in Neuilly-sur-Seine, Frankreich) war eine US-amerikanische Schauspielerin der Stummfilmzeit.

## Leben
Olive Thomas wurde 1894 als ältestes von drei Kindern einer irisch-amerikanischen Arbeiterfamilie geboren. Ihr Vater verstarb, als sie noch jung war. Sie war daraufhin gezwungen zum Lebensunterhalt der Familie beizutragen. Sie verließ die Schule und arbeitete als Verkäuferin in Pittsburgh. 1911 lernte sie Bernard Thomas kennen und heiratete ihn. Die Ehe wurde nach zwei Jahren geschieden. 1914 gewann sie den Titel „The Most Beautiful Girl in New York City“ und damit ein Porträt von Howard Chandler Christy. Das Bild erschien auf der Titelseiten der Saturday Evening Post, woraufhin Florenz Ziegfeld junior auf sie aufmerksam wurde. Er setzte sie bei den Ziegfeld Follies ein, einer Show, die spät abends im Dachgarten des New Amsterdam Theatre für ein ausgesuchtes Publikum hauptsächlich wohlhabender Männer dargeboten wurde. Durch ihre Auftritte stieg ihr Bekanntheitsgrad und schließlich erhielt sie ein Vertragsangebot der Triangle Pictures, das sie annahm.
1916 gab Olive Thomas ihr Filmdebüt. Innerhalb der nächsten vier Jahre wirkte sie in mehr als 20 Filmen mit und wurde zu einer beliebten Darstellerin ihrer Zeit. Lewis J. Selznick, Vater von David O. Selznick machte sie ab 1918 zum Star seines Filmstudios Selznick Pictures Company. Thomas hatte den Spitznamen „Everybody's Sweetheart“ und avancierte zum Rollenvorbild für den Flapper, nachdem sie 1920 in einem gleichnamigen Film auftrat.
1916 lernte Olive Thomas in einem Nachtclub in Santa Monica den Schauspieler Jack Pickford – Bruder des Filmstars Mary Pickford – kennen und heiratete ihn im Oktober des Jahres gegen den Willen von Pickfords Familie. Ihre Ehe verlief nicht harmonisch. Im August 1920 reiste das Paar für Filmvorbereitungen nach Europa. In der Nacht vom 5. zum 6. September 1920 schluckte Thomas – möglicherweise in angetrunkenem Zustand – gegen drei Uhr morgens im Badezimmer eine tödliche Dosis Quecksilber(II)-chlorid. Jack rief nach Hilfe und Olive wurde in das American Hospital in Neuilly gebracht, wo sie einige Tage später am 10. September ihrer Vergiftung erlag. Eine Polizeiermittlung und Autopsie, die nach dem Tod der Schauspielerin durchgeführt wurden, kamen zu dem Ergebnis, dass Thomas’ Tod auf ein Versehen zurückzuführen war.
Die meisten Filme mit Olive Thomas gelten als verschollen. Es existieren jedoch noch Abzüge von Love's Prisoner und einigen anderen Filmen. The Flapper wurde 2004 zusammen mit der Dokumentation The Most Beautiful Girl in the World auf DVD veröffentlicht.

## Filmographie

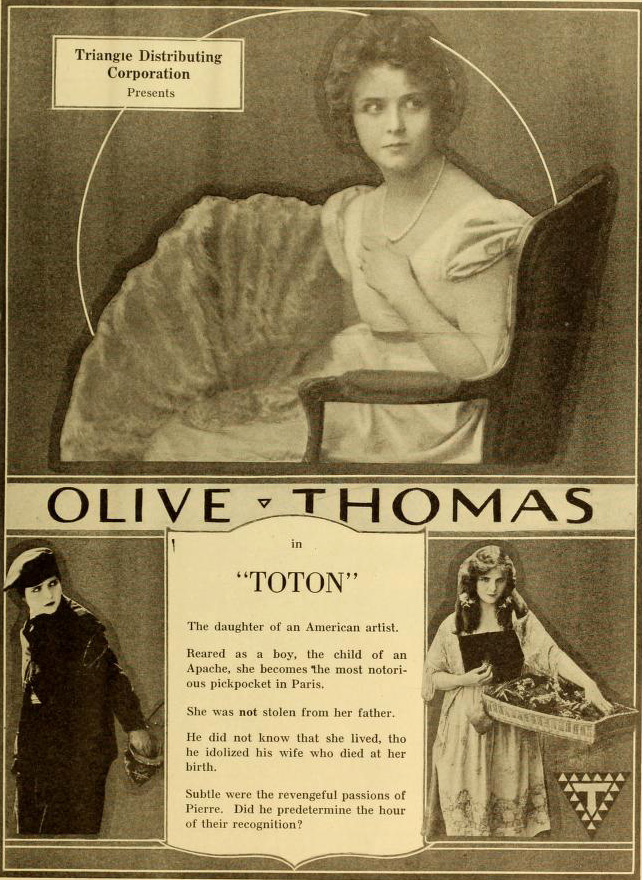
Toton (1919)

- 1916: Beatrice Fairfax Episode 10: Play Ball!
- 1917: A Girl Like That
- 1917: Madcap Madge
- 1917: An Even Break
- 1917: Broadway Arizona
- 1917: Indiscreet Corinne
- 1917: Tom Sawyer
- 1918: Betty Takes a Hand
- 1918: Limousine Life
- 1918: Heiress for a Day
- 1919: Toton the Apache
- 1919: The Follies Girl
- 1919: Upstairs and Down
- 1919: Love’s Prisoner
- 1919: Prudence on Broadway
- 1919: The Spite Bride
- 1919: The Glorious Lady
- 1919: Out Yonder
- 1920: Footlights and Shadows
- 1920: Youthful Folly
- 1920: The Flapper
- 1920: Darling Mine
- 1920: Everybody’s Sweetheart